# تور جهانی تنیس سری ۲۵۰
تور جهانی تنیس سری ۲۵۰ جدیدترین سری مسابقات تنیس است که توسط انجمن تنیس حرفه‌ای برگزار می‌شود.
این مسابقات شامل ۳۹ تورنمنت با حضور ۲۵۰ تنیس‌باز برتر رده‌بندی جهانی تنیس است که به صورت انفرادی و دونفره برگزار می‌شود.